# Chusquea scandens
El bambú andino o chusque (Chusquea scandens) es una especie de planta de la familia Poaceae, nativa de los Andes, que se encuentra en Colombia, Bolivia, Ecuador y Perú, ente los 2500 y los 3500 m s. n. m.

## Descripción
Alcanza hasta 5 a 7 m de altura. Es una hierba terrestre o trepadora, rizomatosa. Los tallos tienen numerosas ramas en nudos, floríferas de hasta 35 cm de largo. Hojas de 10 a 18 cm de largo por 1 a 2,5 cm de ancho. Inflorescencia en panícula de 8 a 12 cm de largo.

## Usos
Las hojas  se utilizan como forraje para el ganado vacuno y caballar. Los artesanos usan el tallo en la cestería y para fabricar sombreros; también se usa para construir cercas, corrales, puertas y techos. También se lo utiliza para producir abono.